# Mårten Borgström
Mårten Borgström i riksdagen kallad Borgström i Åsbo, född 31 juli 1830 i Västra Tommarp, Malmöhus län, död 1 november 1915 i Gråmanstorp,  var en svensk räkenskapsförare och riksdagsman. 
Borgström var 1875-1880 regementsskrivare vid Norra skånska infanteriregementet. Som politiker var han ledamot av riksdagens andra kammare höstriksdagen 1887, invald i Norra Åsbo domsagas valkrets.